# Heteroplàsmia
L'heteroplàsmia és la coexistència de diferents genomes mitocondrials en un mateix individu. La diferència la podem trobar dins de la mateixa cèl·lula entre dos mitocondris o entre dues cèl·lules del mateix individu. L'heteroplàsmia es deu al fet que els mitocondris estan sotmesos a agressors intrínsecs formats al mateix mitocondri com ara els radicals lliures. Això dona lloc a una taxa de mutació molt més elevada que la taxa de mutació del genoma nuclear. A més a més en una mateixa cèl·lula hi ha diferents mitocondris i a cada mitocondri hi ha diferents genomes.
Aquest fenomen confereix gran variabilitat a l'expressivitat dels gens mitocondrials.